# 朱仲丽
朱仲丽（1915年—2014年2月8日），中国共产党领导人王稼祥的夫人，早年追随丈夫王稼祥闹革命，曾担任毛泽东保健医生，中后期遭到文化大革命的政治迫害，晚年潜心写作，成为作家。

## 生平
1915年，朱仲丽出生在一个书香家庭，其祖宗是明朝开国皇帝朱元璋，父亲朱剑凡。
1932年11月13日，朱仲丽和姐姐朱仲芷（蕭劲光妻子）、李英（邓中夏妻子）被上海中国国民党的特务逮捕，由于没有暴露身份才得以释放。
1936年，朱仲丽考入上海东南医学院，1937年，朱仲丽来到延安，在陕甘宁边区医院当外科医生。
1974年，王稼祥在北京去世，朱仲丽放弃医生职业，开始写作，写了《春霞润我》、《艳阳高照》、《王稼祥夫人：朱仲丽自传三部曲》等作品。
2014年2月8日因病醫治無效，於北京逝世，享年99歲。

## 家庭
在延安一次会议之后，毛泽东有意撮合王稼祥和朱仲丽，在对朱仲丽的了解深入之后，王稼祥对她产生了好感，而且王稼祥是朱仲丽姐夫蕭劲光的救命恩人。蕭劲光在朱仲丽面前经常说起王稼祥的家世、学识、能力等，也使得朱仲丽对王稼祥有所了解。
1939年3月5日，王稼祥和朱仲丽在延安结婚。